# Матвеев, Геннадий Филиппович
Генна́дий Фили́ппович Матве́ев (род. 2 ноября 1943, с. Исаклы, Исаклинский район, Куйбышевская область, СССР) — советский и российский историк. Доктор исторических наук (1992), профессор. С 1991 года — заведующий кафедрой истории южных и западных славян Московского государственного университета имени М. В. Ломоносова. Заслуженный профессор Московского университета (2009). Член Российско-польской группы по сложным вопросам, а также редколлегий журналов «Новая и новейшая история», «Родина» и «Славяноведение».
С 1968 года Матвеев занимается историей Польши, главным образом межвоенного периода. В 2008 году из-под его пера в серии «Жизнь замечательных людей» вышла первая в российской историографии биография Юзефа Пилсудского. На разных этапах своей научной деятельности Матвеев также исследовал проблемы идеологии и деятельности польских национальных демократов, идеологии аграризма в межвоенных славянских странах, работы разведывательных и контрразведывательных органов межвоенной Польши, судеб красноармейцев в польском плену в 1919—1922 годах. Под редакцией Матвеева выпущено несколько сборников документов по истории Польши.
По мнению известного польского историка Анджея Новака, Матвеева можно назвать главным специалистом по истории Польши XX века в России.

## Биография
Геннадий Филиппович Матвеев родился 2 ноября 1943 года в семье Филиппа Пахомовича и Анны Кирилловны Матвеевых. Отец будущего историка, офицер-фронтовик, в своё время принимал участие в Советско-польской войне 1919—1921 годов, в 1920 году сражался под Варшавой, был в плену, а затем не стал возвращаться в Россию и обосновался на востоке Польши. О войне и плене, по словам Матвеева, отец рассказывать не любил. Впоследствии в интервью одному из польских СМИ историк упомянул, что многие военнопленные, включая его отца, после освобождения остались в Польше и обзавелись работой или семьёй, но при этом не уточнил, чем именно обзавёлся Филипп Пахомович. Спустя некоторое время в одной из польских газет появилась информация, будто отец Матвеева женился на польке, и у них родился сын Геннадий, что не соответствовало действительности. Будущий учёный был младшим ребёнком в семье: до него у супругов родились две дочери и старший сын.
В 1944 году семья Матвеевых перебралась в Здолбунов Ровенской области, куда Филиппа Пахомовича перевели по службе. Во втором отделении военкомата он занимался вопросами репатриации чехов. В 1947 году отца будущего учёного назначили председателем колхоза в Миротине, затем — в Пятигорах. В 1950 году мужчина стал заведовать кадрами Здолбуновского кирпичного завода. В том же году Гена поступил в первый класс средней школы № 2 города Здолбунова. По словам школьного приятеля Матвеева, в детстве тот мечтал стать студентом Ленинградского кораблестроительного института — там учился его сосед, периодически приезжавший в Здолбунов на каникулы. Решение поступать на истфак МГУ Гена принял неожиданно, после прочтения в «Комсомольской правде» публикации об этом факультете. Впрочем, вступительные экзамены он сдал только с четвёртой попытки, хотя школу окончил с серебряной медалью — камнем преткновения был экзамен по английскому языку. Поэтому в университет он поступил в 1966 году уже достаточно взрослым человеком, успев перед этим два года проработать в Здолбуновском тепловозоремонтном депо, а затем три года прослужить в армии.
По воспоминаниям однокурсницы, выпускницы той же кафедры южных и западных славян Татьяны Волокитиной, уже в студенческие годы Матвеев подавал большие надежды. Волокитина вспоминала, что весной 1971 года, выпускаясь из университета, понимала: «Ни о какой конкуренции с однокурсником Геной Матвеевым и изумительно талантливым студентом-вечерником Борей Билуновым — первыми и достойными кандидатами в аспирантуру, конечно, не могло быть и речи». Вопреки тенденции изучать историю национально-освободительных, рабочих, коммунистических движений, господствовавшей в советской славистике начала 1970-х годов, Матвеев решил исследовать развитие в межвоенный период польской национал-демократии — правого, националистического общественно-политического течения. В 1970—1971 годах он проходил свою первую научную стажировку в Варшавском университете под руководством профессора Анджея Гарлицкого. В 1971 году Матвеев окончил кафедру истории южных и западных славян, защитив диплом на «отлично» под руководством профессора И. М. Белявской (Тышкевич), польки по происхождению (до этого в её семинаре будущий историк специализировался по истории Польши). В том же году молодой специалист устроился младшим научным сотрудником в Институт славяноведения и балканистики АН СССР, где начал изучать историю послевоенной Польши. По словам друга Матвеева Василия Граба, уже через год, придя к выводу, что изучение истории в этом учреждении «насквозь идеологизировано», молодой специалист «со скандалом порвал с этим институтом». Он вернулся на исторический факультет МГУ, поступил в очную аспирантуру факультета. Научным руководителем Матвеева вновь стала И. М. Белявская, а научным консультантом — А. Гарлицкий. В 1976 году Матвеев защитил диссертацию на соискание учёной степени кандидата исторических наук по теме «Идейно-политическое и организационное развитие польского буржуазного лагеря национальной демократии в 1921 — первой половине 1927 г.». Посвятить кандидатскую диссертацию зарождению праворадикального течения в лагере польской национальной демократии Матвееву посоветовала Белявская. К моменту защиты работы он уже числился ассистентом кафедры истории южных и западных славян. По поручению профессора В. Г. Карасёва он, совместно с Б. Н. Билуновым, приступил к разработке учебного курса исторической географии славянских стран.
Кроме того, на протяжении этого десятилетия Матвеев занимался изучением идеологии аграризма в общеславянском контексте. Результаты своих изысканий он представил в ряде крупных статей, а также положил в основу докторской диссертации, которую защитил в 1992 году. В роли научного консультанта выступил крупный польский историк Юзеф Рышард Шафлик. В том же году на основе данного диссертационного исследования была опубликована монография Матвеева «Третий путь? Идеология аграризма в Чехословакии и Польше в межвоенный период», в которой рассматривалось развитие идеологии аграрной партии Чехословакии и польского людовского движения между двумя мировыми войнами. В этой работе автор пришёл к выводу, что доминантой в воззрениях аграрных движений был единый подход к крестьянству, за которым признавались уникальная социальная роль (владельца средств производства и труженика одновременно), исключительное место в жизни государства, особые заслуги в сохранении нации В условиях постоянной конфронтации между отдельными группами преподавателей кафедры Матвеев предпочитал дистанцироваться от конфликта, избегая участия в дискуссиях о методологии и научных приоритетах. В ноябре 1991 года коллектив кафедры истории южных и западных славян единогласно избрал Матвеева на должность заведующего кафедрой. По свидетельству З. С. Ненашевой, коллеги Матвеева принимали во внимание, в первую очередь, его личностные качества: «Большинству членов кафедры импонировали его внутреннее достоинство, готовность брать на себя решение встававших перед коллективом проблем, глубокий интерес к делу…». В 1993 году Матвеев получил учёное звание профессора.
Возглавив кафедру, Матвеев столкнулся с принципиально новыми обстоятельствами. Распады Югославии и Чехословакии заставили коллектив кафедры обратить внимание на изучение современной истории Боснии и Герцеговины, Македонии, Словении, Словакии, Хорватии. Из-за резкого ограничения финансирования зарубежные практики, включая так называемые «летние школы» в университетах славянских государств, утратили былой размах, и работа в архивах замкнулась на московских архивных учреждениях. Выделение средств на пополнение библиотечных фондов научными изданиями из-за рубежа практически прекратилось. Несмотря на все трудности, в тяжёлое для кафедры время Матвееву удалось сохранить её коллектив. Если верить его коллеге З. С. Ненашевой, никаких исключительных мер в этой связи заведующий не принимал, вооружившись принципом — не мешать работать, заниматься темами, которые избрали для себя сами преподаватели.

## Научная деятельность

### Работа по публикации архивных документов
В 1990-х годах, после того, как историки получили доступ к ранее закрытым архивохранилищам, Матвеев начал активно работать с фондами Центра хранения историко-документальных коллекций (ЦХИДК). Там хранилось большое количество материалов различных польских ведомств и организаций, вывезенных в 1939 году в Москву, в том числе Второго отдела Генерального штаба Войска Польского (военная разведка и контрразведка) и Института Юзефа Пилсудского, посвящённого изучению новейшей истории Польши (1922—1939). В 1997—1998 годах совместно с коллегами из Лодзинского университета Казимежем Бадзяком и Павелом Самусем Матвеев подготовил два больших сборника документов, посвящённых диверсионной деятельности польских спецслужб в Заользье и Подкарпатской Руси в 1938 году соответственно. В первый сборник вошли 64 документа, во второй — 127, большая их часть — из фондов ЦХИДК. В рецензии на оба сборника польский историк Яцек Петржак отмечал, что авторы поставили во главу угла принцип «максимального объективизма — тщательно проработанное, исчерпывающее издание источника».

### Военнопленные красноармейцы в Польше
В 2003 году Матвеев вошёл в состав коллектива российских и польских историков-архивистов, взявшего на себя подготовку сборника документов и материалов «Красноармейцы в польском плену в 1919—1922 гг.». На вопрос польских журналистов, не является ли вопрос о судьбах советских военнопленных «ответом» на проблему событий в Катыни, историк ответил, что не занимается политикой и никаких директив «сверху» по поводу создания своего рода «анти-Катыни» не получал.
В 2004 году Матвеев выступил в качестве ответственного составителя сборника документов и материалов «Красноармейцы в польском плену в 1919—1922 гг.», подготовленного коллективом российских и польских историков. Сборник начинался с двух предисловий, отражающих точку зрения российской и польской сторон соответственно. Первое написал Матвеев. В нём он указал, что, скорее всего, в плену умерло 18-20 тысяч красноармейцев, то есть 12-15 % от общего числа оказавшихся в плену. Спустя шесть лет, в издании «Белые пятна — черные пятна: Сложные вопросы в российско-польских отношениях», которое также стало плодом совместной работы историков двух стран, учёный привёл другие цифры — 25-28 тысяч, то есть 18 %. Видный польский историк Анджей Новак раскритиковал Матвеева за это, подчеркнув, что его российский коллега значительно завысил число жертв польских лагерей по сравнению с собственными цифрами 2004 года, не прибегнув ни к каким новым источникам, а лишь изменив принцип подсчёта. В статье 2016 года Матвеев вновь назвал цифру в 25-28 тысяч, то есть 18 %.
В 2011 году в соавторстве со своей племянницей, историком и преподавателем Ровенского института славяноведения В. С. Матвеевой, историк издал книгу «Польский плен: Военнослужащие Красной армии в плену у поляков в 1919—1921 годах». Эту работу авторы посвятили памяти своего отца и деда, участвовавшего в Советско-польской войне. В книге были аргументированно опровергнуты утверждения ведущего польского специалиста по теме Збигнева Карпуса, что в польском плену погибли 16-18 тысяч красноармейцев, и подвергнута критике его методика подсчёта. Матвеевы привлекли к исследованию документы из архивов Польши, России и Швейцарии (материалы из Архива Международного комитета Красного Креста в Женеве). Российские авторы рецензий на книгу дали ей положительные оценки, отметив сдержанность историков в комментариях и выводах и скрупулёзность в работе с источниками.

### Биография Пилсудского
Матвеев стал первым российским историком, написавшим научную биографию польского государственного и политического деятеля Юзефа Пилсудского. Он вспоминал, что впервые вопрос о работе над жизнеописанием маршала встал перед ним в начале 1980-х годов: тогда к молодому историку обратились из редакции газеты «Аргументы и Факты» и предложили взяться за книгу об этой исторической личности. Матвеев отказался, пояснив, что ещё не созрел для этой цели. Впоследствии он говорил, что отказ был во многом обусловлен невозможностью написать правду о Пилсудском. В интервью на радио «Эхо Москвы» на вопрос Алексея Венедиктова, не в угоду ли конъюнктуре он написал книгу о маршале, Матвеев ответил: «Для меня это не конъюнктура, это просто дело, смысл моей жизни».
Биография была опубликована в 2008 году издательством «Молодая гвардия» в серии «Жизнь замечательных людей». По словам Матвеева, написать биографию Пилсудского автора побудило то, что видный польский деятель был тесно связан с Россией и её историей, а также то, как много вокруг него образовалось лжи. По признанию самого историка, в процессе работы над книгой он «пытался понять Пилсудского как человека, у которого мелкие повседневные дела и заботы, радости и неприятности никогда не заслоняли главной цели, точнее, двух целей, в центре каждой из которых была Польша». Для написания книги о Пилсудском Матвеев использовал ранее не публиковавшиеся архивные материалы из фондов Российского государственного военного архива, в том числе документы из трофейных польских фондов. Автор предложил новую трактовку некоторых фактов биографии выдающегося деятеля в связи с польской историей, в частности, подверг критическому разбору устоявшиеся в польской и отечественной литературе представления о роли Пилсудского в создании вооружённых формирований, сражавшихся на стороне Центральных держав в период Первой мировой войны, о целях, преследовавшихся «начальником государства» в ходе войн 1919—1920 годов. Наконец, историк предложил новую интерпретацию сущности майского переворота 1926 года, организованного Пилсудским, и более точно определил роль маршала в разработке и принятии польской конституции 1935 года. В заключении к работе учёный охарактеризовал героя книги как человека энергичного, решительного, постоянно готового взять на себя ответственность и принимать решения, готового повести за собой людей, не сдававшегося после ошибок и неудач.
Как российские, так и польские коллеги встретили книгу положительными отзывами. Главный редактор журнала «Родина» Ю. А. Борисёнок отметил, что историку удалось осветить множество ярких граней биографии Пилсудского и при этом избежать «уклонов» в ту или иную сторону: «В книге Матвеева, — рассуждал он в своей рецензии на „Пилсудского“, — мы находим лишь профессиональный, объективный, хотя местами и жёсткий анализ, но не обнаруживаем ни малейших следов ни покаянного полонофильства, ни громокипящей полонофобии». Историк Польши, главный научный сотрудник ИНИОН РАН Л. С. Лыкошина, охарактеризовавшая книгу Матвеева как «бестселлер», заметила, что это была удачная попытка создания психологического портрета Пилсудского, проникновения в его внутренний мир. Позитивную оценку «Пилсудскому» также дал историк Андрей Мартынов, обративший внимание на объективность автора. На нейтральный подход Матвеева обратил внимание и польский исследователь Рафал Стобецкий. Он отметил, что автор относится к герою своей книги с необычной для российского исследователя симпатией, но при этом не избегает критики в его адрес. Одним из минусов работы Матвеева Стобецкий назвал то, что автор обделил вниманием период жизни и деятельности Пилсудского после 1926 года, отведя ему менее четверти страниц книги. Позитивную характеристику «Пилсудскому» дал и польский учёный Ян Ежи Милевский, отметивший, что книга Матвеева даёт российскому читателю «солидное знание о существенном отрезке истории Польши, к тому же переданное абсолютно литературным языком». Видный специалист по истории Советско-польской войны Анджей Новак в своей рецензии отметил, что среди российских историков трудно было бы найти более подготовленного к созданию биографии Пилсудского автора, чем Матвеев, но обнаружил в его работе целый ряд упущений. Так, Новак упрекнул коллегу, что тот обошёл тему планов Советской России в войне с Польшей, слишком мало внимания уделил отношениям Пилсудского с Деникиным, а также не написал ни слова о планах создания «третьей России», вынашивавшихся «начальником государства». Без этого, по мнению Новака, политику Пилсудского по отношению к России понять невозможно. То же самое польский исследователь написал на счёт взглядов Пилсудского на политику в отношении национальных меньшинств Польши — Матвеев их никак их не проинтерпретировал. К положительным сторонам Новак отнёс то, что в своей книге Матвеев избежал «карикатурных» (пол. karykaturalny) интонаций и старых советских «штампов», а напротив, опроверг давно сложившуюся «картинку» фигуры Пилсудского, подчеркнув, что Пилсудскому всегда была чужда русофобия, и даже в разделе о Пилсудском-диктаторе предложил читателю взглянуть на него в «человеческом измерении». Свою рецензию Новак подытожил выводом, что в российской историографии лучшего портрета Пилсудского нет, хотя биография авторства Матвеева и «лишена нескольких важных элементов».

## Педагогическая деятельность
Ещё в конце 1980-х годов Матвеев впервые выступил с инициативой читать лекционные курсы по источниковедению и историографии на кафедре истории южных и западных славян по отдельным славянским странам, а также предлагал изменить характер архивной практики, перенеся её в центры с наиболее многочисленными славяноведческими коллекциями. Инициатива о разделении курса источниковедения нашла поддержку среди членов кафедры, но в 1980-е годы реализовать этот замысел не удалось из-за отсутствия необходимой базы и учебного пособия — идея Матвеева нашла своё воплощение уже в XXI столетии. Большое значение Матвеев придавал изданию учебника по истории южных и западных славян, созданного коллективом кафедры. Для издания 2008 года разделы по новой и новейшей истории Польши заведующий кафедрой переписал заново. В заметке 2015 года сам Матвеев относил к своим достижениям то, что кафедре удалось сохранить преподавание истории южных и западных славян как обязательного общего курса на истфаке МГУ, а также продолжить курс на углубление специализации студентов с региона на конкретную страну.
К присоединению России к Болонскому процессу Матвеев отнёсся скептически. В статье на эту тему, рассуждая о подготовке историков-славистов в МГУ в XXI веке, историк назвал бакалавриат «тем, что когда-то называлось незаконченным высшим образованием», и отметил, что бакалаврская программа «построена на основании средневековых подходов — учить всему понемногу, как бы продолжая и углубляя изучение программы специализированной средней школы». В 2008 году, выступая на «Эхе Москвы», Матвеев высказал мнение, что молодым авторам не следует заниматься биографистикой.
По состоянию на июль 2016 года под руководством Г. Ф. Матвеева защищено 68 дипломных работ и 16 кандидатских диссертаций. Первым кандидатом наук, защитившимся под руководством историка, в 1988 году стал М. М. Кожокин, будущий главный редактор «Известий» и вице-президент банка ВТБ-24. Он написал диссертацию на тему: «Христианско-демократическое движение в буржуазной Польской Республике (1918—1926)».
В декабре 2024 г. в Институте славяноведения РАН проходила защита диссертации на соискание ученой степени кандидата исторических наук аспиранта Южного федерального университета М.А. Мартыненко на тему: «Историческая политика Польской Народной Республики в 1981—1989 гг.: трансформация курса» (научные консультанты — кандидат исторических наук С. Н. Гаврилов и доктор исторических наук В. Ю. Апрыщенко). В работе соискатель констатировал, что научный руководитель Г.Ф. Матвеева Анджей Гарлицкий сотрудничал с польскими спецслужбами, а также подверг критике других историков социалистического периода. Матвеев, выступая 1-м оппонентом на защите, впервые за карьеру представил разгромный отрицательный отзыв о диссертации. Он пришел к выводу, что работа «не вносит ничего существенно нового в общую картину польского кризиса 1980-х гг.», а диссертант не заслуживает присуждения искомой степени. Второй оппонент, доктор исторических наук, профессор Ю. В. Костяшов, представил положительный отзыв об диссертационном исследовании. Ведущая организация по диссертации, Европейский университет в Санкт-Петербурге, отзыв которой был подготовлен доктором исторических наук А. И. Миллером, также рекомендовала присудить Мартыненко ученую степень. Помимо этого, положительные отзывы о работе представили доктора исторических наук И. В. Крючков и М. В. Кирчанов. Диссертационный совет проигнорировал замечания Матвеева, поддержал позицию соискателя и присудил ему искомую степень.

## Взгляды

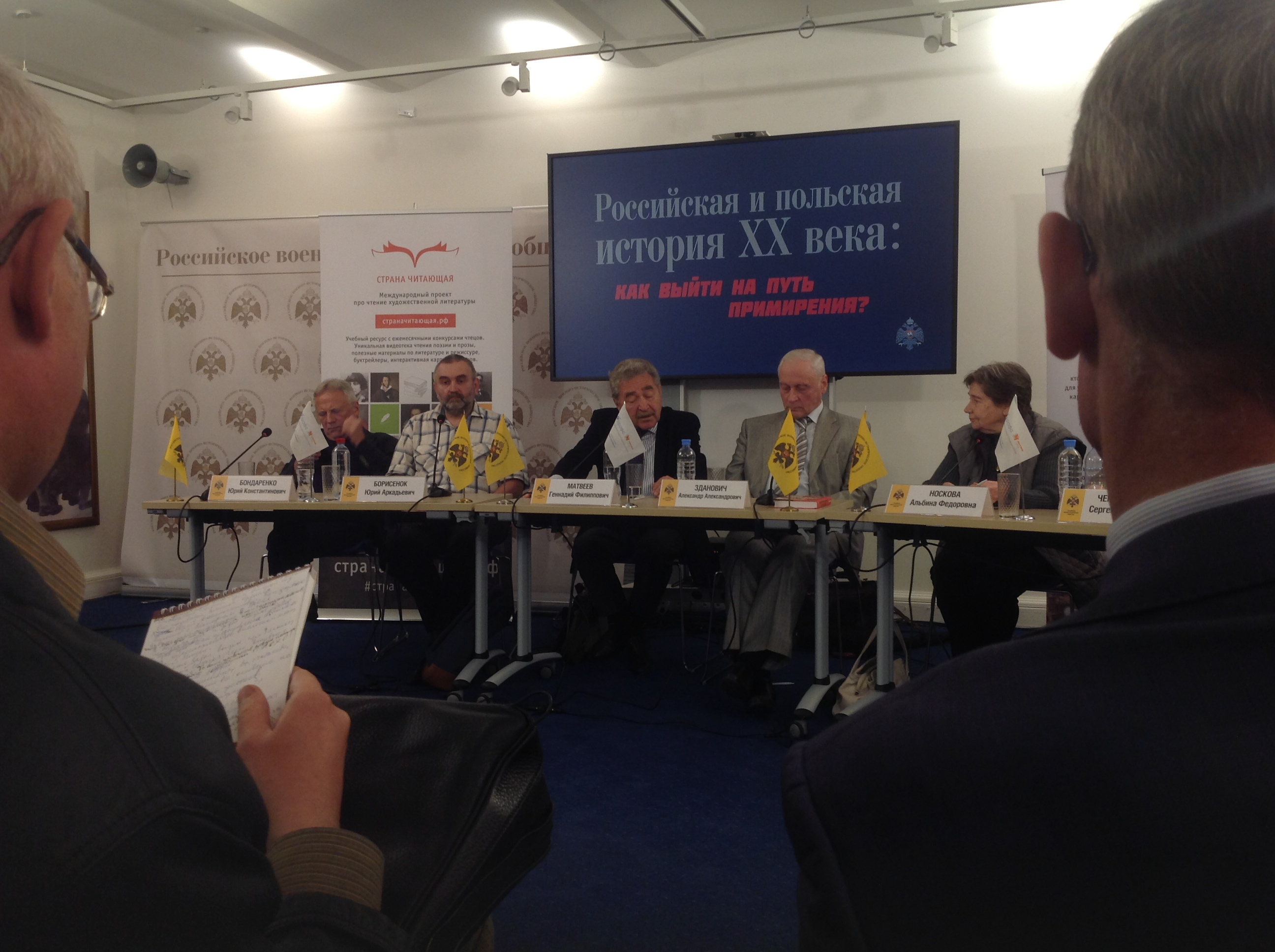
На заседании дискуссионного клуба РВИО «Гучков дом» 1 июня 2017 года. За столом, слева направо: Ю. К. Бондаренко, Ю. А. Борисёнок, Г. Ф. Матвеев, А. А. Зданович, А. Ф. Носкова

Матвеев считает, что поляки и русские должны находить точки соприкосновения в диалоге: «Есть вещи, которые прожиты и пережиты русскими и поляками вместе. Политики приходят и уходят, а остаются народы, которые хотят познавать друг друга». В большом интервью изданию «Lenta.ru» историк сказал, что на обыденном уровне поляки и русские ничем друг от друга не отличаются, и нормальному развитию российско-польских отношений мешает только антироссийская риторика польских политиков, обычно обостряющаяся накануне выборов. Более того, Матвеев отметил, что полякам присуще точно такое же имперское мышление, какое свойственно русским, и в этом смысле поляки могут служить русским «зеркалом и примером того, что и через семьдесят, и через двести лет имперские инстинкты никуда не пропадают».
В своих статьях Матвеев критикует тенденцию некоторых польских и российских политиков, публицистов и историков превращать противоречивые страницы истории в «поля полемических баталий», перекладывая друг на друга вину в том или ином историческом событии. Он считает неприемлемыми апелляции политиков к таким историческим событиям, как Катынский расстрел и гибель советских военнопленных в польском плену: «Я вообще всегда был против того, чтобы политизировать эти сюжеты. На заседаниях польско-российской комиссии по сложным вопросам я постоянно говорил своим коллегам из Польши: „Давайте оставим это историкам, и хватит устраивать на этом политические спекуляции“».
Рассуждая о Советско-польской войне 1919—1921 годов, Матвеев настаивает на том, что стороны конфликта были в равной степени виноваты в его развязывании. Он отвергает господствующий в современной польской историографии термин «Польско-большевистская война» (пол. Wojna polsko–bolszewicka), предпочитая определение «польско-советская» или «советско-польская война». По мнению историка, акцент на «большевизме» искажает сущность конфликта, в основе которого лежала не идеологическая борьба, а территориальная. В 2003 году в интервью изданию «Gazeta Wyborcza» он пояснил свою точку зрения:

По моему мнению, эта война вообще не была идеологической войной. Если взглянуть на неё без национальных предубеждений, то это была война за пролегание границы — естественное продолжение Первой мировой войны. <…> Идеология появилась во второй половине войны. Во время похода со стороны России появилось видение экспорта революции, и одновременно польское руководство ссылалось на защиту западной цивилизации. Но это был спор о пролегании границ. <…> Таково было происхождение этой войны. Никто не говорил в то время ни о каком крестовом походе против большевизма.
Оригинальный текст (пол.)
…Moim zdaniem ta wojna zupełnie nie była wojną ideologiczną. Gdyby spojrzeć na nią bez narodowych uprzedzeń, to była to wojna o przebieg granicy — naturalne przedłużenie I wojny światowej. <...> Ideologia pojawiła się w drugiej części wojny. W czasie pochodu ze strony Rosji pojawiła się wizja eksportu rewolucji, a jednocześnie polskie dowództwo odwoływało się do obrony cywilizacji zachodniej. Ale to był spór o przebieg granic. <...> Taka była geneza tej wojny. Nikt nie mówił wówczas o żadnej krucjacie antybolszewickiej.

По мнению Анджея Новака, образ «равновесия» сторон в польско-советских отношениях, который склонен создавать Матвеев, не отражает тогдашней действительности. Польский исследователь критикует тезис российского коллеги, что советская сторона в 1920 году, планируя советизацию этнической Польши, делала то же, к чему стремился Пилсудский в 1919 году: «Шёл ли когда-либо Пилсудский на Москву, угрожал политическому (и этническому) центру России?» — задаётся вопросом Новак.

## Научные труды

### Монографии
- Матвеев Г. Ф. «Третий путь?»: Идеология аграризма в Чехословакии и Польше в межвоенный период. — М.: Издательство МГУ, 1992. — 239 с.
- Матвеев Г. Ф. Пилсудский. — М.: Молодая гвардия, 2008. — 474[6] с. — (Жизнь замечательных людей). — ISBN 978-5-235-03126-5.
- Матвеев Г. Ф., Матвеева В. С. Польский плен: Военнослужащие Красной армии в плену у поляков в 1919–1921 годах. — М.: ООО «Родина-медиа», 2011. — 174 с. — ISBN 978-5-905350-06.

Сборники документов

- СССР — Польша. Механизмы подчинения. 1944–1949: Сборник документов / Под ред. Г. А. Бордюгова, А. Косеского, Г. Ф. Матвеева. — М.: АИРО-XX, 1995. — 382 с. — ISBN 5-88735-018-0.
- Badziak K., Matwiejew G., Samuś P. «Powstanie» na Zaolziu w 1938 r: Polska akcja specjalna w świetle dokumentów Oddziału II Sztabu Głównego WP. — Warszawa: Oficyna Wydawnicza «ADIUTOR», 1997. — ISBN 83-86100-21-4.
- Samuś P., Badziak K., Matwiejew G. Akcja «Łom». Polskie działania dywersyjne na Rusi Zakarpackiej w świetle dokumentów Oddziału II Sztabu Głównego WP. — Warszawa: Oficyna Wydawnicza «ADIUTOR», 1998. — ISBN 83-86100-31-1.
- Красноармейцы в польском плену в 1919—1922 гг. Сборник документов и материалов / Сост. Н. Е. Елисеева, Г. Ф. Матвеев, К. К. Миронова, Н. С. Тархова, З. Карпус, В. Резмер, Э. Росовска. — М.: Летний сад, 2004. — 912 с. — ISBN 5-94381-135-4.

### Статьи
- Матвеев Г. Ф. Зарождение фашистских тенденций в лагере польской национальной демократии (1919—1926 гг.) // Проблемы истории кризиса буржуазного политического строя. Страны Центральной и Юго-Восточной Европы в межвоенный период / Отв. ред. А. Х. Клеванский. — М.: Наука, 1984. — С. 117—138. — 295 с.
- Матвеев Г. Ф. Организационная структура лагеря польской национальной демократии (1919—1926 гг.) // Социальная структура и политические движения в странах Центральной и Юго-Восточной Европы. Межвоенный период / Отв. ред. А. Х. Клеванский. — М.: Наука, 1986. — С. 184—196. — 245 с.
- Матвеев Г. Ф. Формирование идеологии чешских аграриев в конце XIX в. — 1914 г. // Вестник Московского университета. Серия 8: История : журнал. — 1989. — № 5. — С. 42—55. — ISSN 0130-0083.
- Матвеев Г. Ф. Идеология аграрной партии в первые годы существования Чехословацкой республики (1918—1920 г.) // Вестник Московского университета. Серия 8: История : журнал. — 1990. — № 1. — С. 42—51. — ISSN 0130-0083.
- Матвеев Г. Ф. Последняя попытка польско-украинского военного взаимодействия в 1920 г. // Версаль и новая Восточная Европа / Отв. ред. Р. П. Гришина, В. Л. Мальков. — М.: Институт славяноведения и балканистики РАН, 1996. — С. 64—80. — 280 с. — ISBN 5-7576-0031-4.
- Матвеев Г. Ф. Российско-украинский конфликт в планах польской дипломатии и военных кругов в межвоенный период // Россия — Украина: история взаимоотношений / Отв. ред.: Миллер А. И., Репринцев В. Ф., Флоря Б. Н.. — М.: Школа «Языки русской культуры», 1997. — С. 116—129. — 248 с. — ISBN 5-88766-015-5.
- Матвеев Г. Ф. Научные аргументы в творчестве идеологов аграризма в славянских странах // Индустриализация и общество. Социальные последствия индустриализации в Европе в XIX–XX веках / Отв. ред. Г. Ф. Матвеев. — М.: Издательство Главного архивного управления г. Москвы, 2004. — С. 215—232. — 291 с. — ISBN 5-7228-01-28-3.
- Матвеев Г. Ф. Кто стоял за кулисами январского заговора 1919 г. и декабрьских событий 1922 г. в Варшаве? // Профессор МГУ И. М. Белявская. Материалы конференции, посвящённой 90-летию со дня рождения профессора МГУ И. М. Белявской / Отв. ред. Г. Ф. Матвеев, Х. Х. Хайретдинов. — М.: Издательство Московского университета, 2005. — С. 133—143. — 401 с. — ISBN 5-211-05142-4.
- Матвеев Г. Ф. Ещё раз о численности красноармейцев в польском плену в 1919—1920 годах // Новая и новейшая история : журнал. — 2006. — № 3. — С. 47—56. — ISSN 0130-3864.
- Кеневич, Стефан : [арх. 3 января 2023] / Матвеев Г. Ф. // Канцелярия конфискации — Киргизы [Электронный ресурс]. — 2009. — С. 560. — (Большая российская энциклопедия : [в 35 т.] / гл. ред. Ю. С. Осипов ; 2004—2017, т. 13). — ISBN 978-5-85270-344-6.
- Матвеев Г. Ф. Можно ли было избежать войны России и Польши в 1919—1920 годах? // «STUDIA SLAVICA — POLONICA» (К 90-летию И. И. Костюшко) / Отв. ред. К. В. Никифоров. — М.: Институт славяноведения РАН, 2009. — С. 105—114. — 448 с. — ISBN 978-5-7576-0229-5.
- Матвеев Г. Ф. Подготовка советской стороны к мирным переговорам с Польшей в 1920 году // Историки-слависты МГУ. Кн. 8: Славянский мир: в поисках идентичности. В ознаменование 70-летия кафедры и 175-летия учреждения славистических кафедр в университетах Российской империи / Отв. ред.: Ю. А. Борисёнок, А. Н. Литвинова, Г. Ф. Матвеев, З. С. Ненашева.. — М.: Издательство МГУ, 2011. — С. 526—539. — 1172 с. — ISBN 978-5-7576-0238-7.
- Матвеев Г. Ф. Польское направление советского мирного наступления. Январь-апрель 1920 года // Да 90-годдзя прыняцця Рыжскага дагавору 1921 г. Матэрыялы з гісторыі польска-беларускіх узаемаадносін у XX ст. Зборнік навуковых прац III міжнароднай навукова-тэарэтычнай канферэнцыі. Мінск, 9—10 чэрвеня 2011 г. / Навук. рэд. Е. Расоўска, А. Вялікі. — Минск, 2011. — С. 63—89. — 344 с. — ISBN 978-985-7006-89-02.
- Матвеев Г. Перелом в политике Москвы на польском направлении в июле 1920 года // Międzycywilizacyjny dialog w świecie słowiańskim w XX i XXI wieku. Historia — religia — kultura — polityka. — Kraków: Księgarnia Akademicka, 2012. — S. 235—248. — 388 S. — ISBN 978-83-7638-199-2.
- Матвеев Г. Ф. От закулисного делегата. Неизвестное свидетельство о советско-польских мирных переговорах в Риге // Родина : журнал. — 2013. — № 6. — С. 91—94. — ISSN 0235-7089.
- Матвеев Г. Ф. Армия Крайова: пути и перепутья // Родина : журнал. — 2013. — № 8. — С. 17—20. — ISSN 0235-7089.
- Матвеев Г. Ф. Из истории вопроса о праве наций на самоопределение в годы Великой войны // Studia Slavica et Balcanica Petropolitana : журнал. — 2014. — № 1. — С. 171—192. — ISSN 1995-848X.
- Матвеев Г. Ф. Тактика А. А. Иоффе на переговорах о прелиминарном мире с Польшей в 1920 г. // Забытый мир: Рижский договор 1921 года / Под ред. С. Дембского, А. В. Мальгина. — М.: ЗАО Издательство «Аспект Пресс», 2014. — С. 170—192. — 352 с. — (Постсоветские и восточноевропейские исследования). — ISBN 978-5-7567-0728-1.
- Матвеев Г. Ф. Чем живут историки-слависты Московского университета в начале XXI в. // Славянский альманах. — М.: Индрик, 2015. — № 1-2. — С. 405—409. — ISSN 2073-5731.
- Матвеев Г. Ф. Место мировой революции во внешней политике РСФСР в 1919—1920 годах // Историки-слависты МГУ: Кн. 11: Многоликий и беспокойный славянский мир: Научный сборник в честь 50-летия Юрия Аркадьевича Борисёнка / Отв. ред. А. Н. Литвинова. — М.: Издатель Степаненко, 2016. — С. 425—443. — 656 с. — ISBN 978-5-901182-61-0.
- Matwiejew G. Zamach na Józefa Piłsudskiego we wrześniu 1921 r. (пол.) // Acta Universitatis Lodziensis. Folia Historica. — 1998. — Nr 61. — S. 151—156. — ISSN 0208-6069.
- Matwiejew G. Akcja «rewindykacji» na Wołyniu w końcu lat 30-tych XX wieku (пол.) // Przegląd Wschodni. — 1999. — T. V, z. 4 (20). — S. 679—700. — ISSN 0867-5929.
- Matwiejew G. Wizyta Stiepana Radicia w ZSRR w 1924 roku // Historia i polityka. Studia i rozprawy dedykowane Profesorowi Adamowi Koseskiemu w 65. rocznicę urodzin / Kom. red.: Bartnicki Andrzej et al.. — Pułtusk: Wyższa Szkoła Humanistyczna im. Aleksandra Gieysztora, 2004. — S. 617—630. — 806 S. — ISBN 83-89709-13-9.